# Егле Шпокайте
Егле Шпокайте (латис. Eglė Špokaitė; нар. 15 січня 1971, Вільнюс) — литовська балерина, прима балерина Литовського національного театру опери і балету (1989—2011). Художня керівниця «Школи балету Егли Шпокайте». Акторка, хореографка та публічна мовиця. Володарка Литовської національної премії, а також інших численних нагород та премій. Живе та працює у Вільнюсі та Сан-Дієґо.